# جيمس (مغني)
جيمس (بالإنجليزية: James)‏ هو مغني باكستاني وبنغلاديشي، ولد في 2 أكتوبر 1964 في Naogaon ‏ في بنغلاديش.

## وصلات خارجية
- جيمس على موقع IMDb (الإنجليزية)
- جيمس على موقع ميوزك برينز (الإنجليزية)
- جيمس على موقع ميوزك برينز (الإنجليزية)
- جيمس على موقع ديسكوغز (الإنجليزية)